# Косак, Артём Фёдорович
Артём Фёдорович Косак (бел. Арцём Фёдаравіч Косак; 22 февраля 1977, Витебск) — белорусский футболист, защитник; тренер.

## Биография
Первым клубом был «Биолог-Белкон» из Новополоцка.
Играл за «Локомотив-96», МТЗ-РИПО из Минска, В 2003 году перешёл в клуб «Молодечно-2000», в 2004 — в «Славию» Мозырь. С 2006 по 2012 год — игрок ФК «Витебск».